# Noyau ambigu

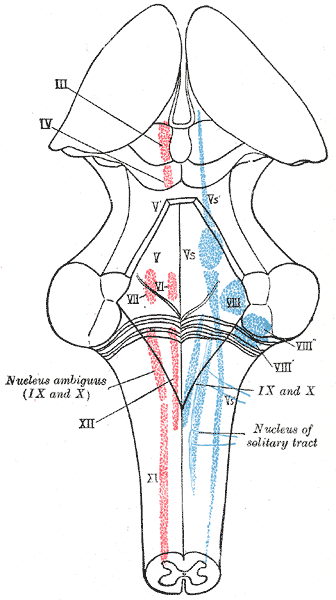
Noyaux du tronc cérébral

Le noyau ambigu est le noyau commun des fibres efférentes des nerfs glossopharyngien (IX) et vague (X). De forme allongée, il est histologiquement non homogène. Il se situe  bilatéralement dans la formation réticulée de la moelle allongée rostrale, postérieur au complexe nucléaire olivaire inférieur. La partie supérieure du noyau contient les corps cellulaires des neurones somatomoteurs du nerf glossopharyngien, la partie médiane, ceux des neurones somatomoteurs du nerf vague, et la partie inférieure ceux des neurones de la partie crânienne du nerf accessoire.

## Fonction
Le noyau ambigu contrôle les fonctions motrices de la déglutition et de la parole. Il donne naissance aux fibres motrices efférentes du nerf vague qui innervent ipsilatéralement les muscles du voile du palais, du larynx, du pharynx et les muscles constricteurs pharyngés ainsi que celles du nerf glossopharyngien qui innerve le muscle stylo-pharyngien. Les muscles contrôlés par le noyau ambigu initient le mécanisme de la déglutition et de la phonation.
Le noyau ambigu contribue également à la régulation parasympathique de la pression artérielle et du rythme cardiaque par l’intermédiaire des fibres efférentes du nerf vague qui inhibent la fréquence cardiaque.

## Pathologies
Une lésion du noyau ambigu située d'un seul côté se traduit par une nasalisation de la voix, de la dysphagie, de la dysarthrie et une déviation de la luette vers le côté controlatéral. Lorsque les lésions touchent les deux côtés, il peut s’ensuivre une perte de la capacité d'avaler volontairement ainsi que des problèmes respiratoires graves pouvant aller jusqu'à la suffocation.